# Сущёв
Сущёв (бел. Сушчоў) — деревня в составе Холстовского сельсовета Быховского района Могилёвской области Республики Беларусь.

## Население
- 2010 год — 51 человек